# Judith Godrèche
Judith Godrèche (rodným jménem Judith Goldreich; * 23. března 1972 Paříž) je francouzská herečka. Svou první roli ve filmu Příští léto (postava Nickie) dostala již v roce 1985. Později hrála v dalších více než třiceti filmech. Za svou roli ve filmu Erasmus a spol. byla nominována na Césara.

## Filmografie (výběr)
- Příští léto (1985)
- Ferdydurke (1991)
- Paris s'éveille (1991)
- Rošťák Beaumarchais (1996)
- Nevinné krutosti (1996)
- Muž se železnou maskou (1998)
- Bimboland (1998)
- Klíč k lásce (2001)
- Erasmus a spol. (2002)
- Tekoucí písek (2003)
- Chci se líbit (2005)
- Nechci, abys odešla (2007)
- Růžový panter 2 (2009)
- Profesionální manželka (2010)
- Umění milovat (2011)
- Nízkonákladovka (2011)